# Dassault Super Étendard
Dassault-Breguet Super Étendard je francouzský jednomotorový palubní stíhací a útočný letoun, původně vyvinutý pro francouzské námořnictvo. Do služby vstoupil roku 1978. Poprvé byl bojově nasazen ve válce o Falklandy.
Letoun vznikl vývojem stroje Étendard IVM, který nahradil. Super Étendard poprvé vzlétl v říjnu 1974 a do francouzské služby vstoupil v červnu 1978. Francouzské Super Étendardy se účastnily několika konfliktů jako válka v Kosovu, válka v Afghánistánu a vojenská intervence v Libyi.
Super Étendard byl také provozován Irákem (na dočasný pronájem) a Argentinou. Oba státy nasadily letadla během války. Argentinské námořnictvo použilo Super Étendard a střelu Exocet během války o Falklandy v roce 1982, což vedlo k tomu, že letoun získal značné uznání veřejnosti. Super Étendard byl použit Irákem k útokům na ropné tankery a obchodní lodě v Perském zálivu během irácko-íránské války. Ve francouzských službách byl Super Étendard v roce 2016 nahrazen letouny Dassault Rafale.

## Vývoj

Dassault Étendard II

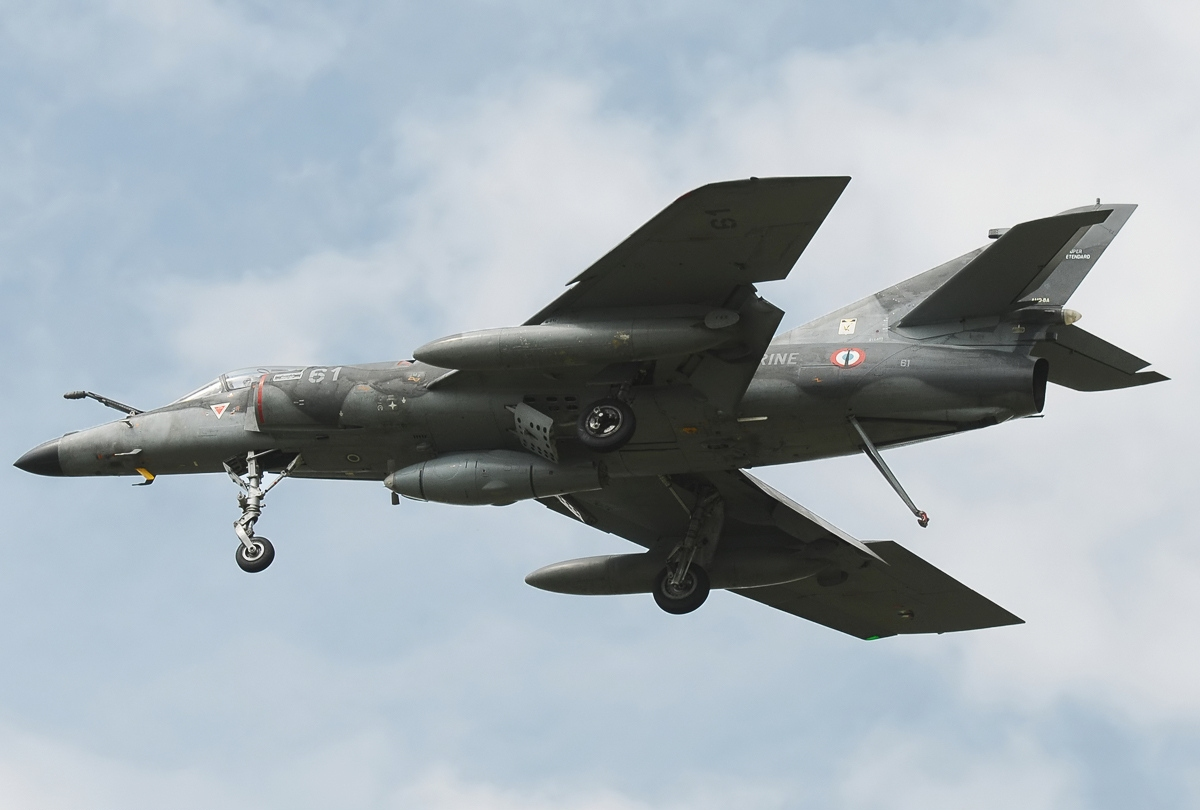
Spodní strana letounu Super Étendard za letu. Viz ocasní hák v zadní části trupu

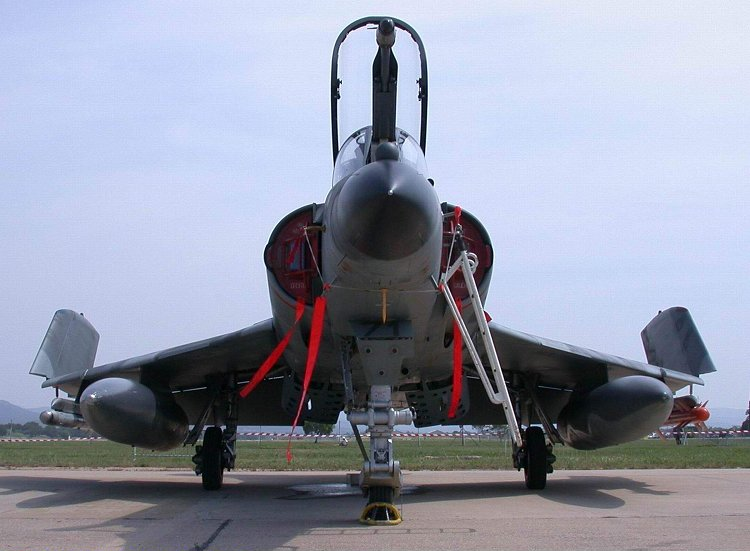
Čelní pohled na Dassault Super Étendard

Na základě objednávky francouzského ministerstva letectví na extrémně lehký stíhací a stíhací-bombardovací letoun, vyvinula společnost Dassault typ Étendard II. Prototyp poháněný dvojicí proudových motorů Turboméca Gabizo s tahem po 9,9 kN poprvé vzlétl 23. července 1956, následně pak prošel krátkým zkušebním programem. Poměrně slabé pohonné jednotky a bojové možnosti lehkého stroje se ukázaly nevyhovující a tak byl program Étendard II zrušen včetně dvou dalších rozestavěných prototypů. Dassault Étendard II měl rozpětí křídel 7,74 m, délku 11,40 m. Hmotnost prázdného letounu byla 3600 kg, vzletová pak 5400 kg.
Firma Dassault předpokládala nevhodnost praktického použití lehkých letounů a začala souběžně na vlastní náklady stavět typ Étendard IV. Tvarově a koncepčně navazoval na „Dvojku“, byl však větší a za pohonnou jednotku byl vybrán jeden proudový motor SNECMA Atar 101E s tahem 33,3 kN. První let prototypu vyzbrojeného dvojicí kanónů DEFA ráže 30 mm proběhl 24. července 1956. Francouzské letectvo ani tentokrát letoun neobjednalo, společnosti Dassault se však podařilo prosadit jeho prodej námořnictvu v upravené verzi Étendard IVM. Rozpětí křídla bylo 9,54 m, délka 14,40 m a výška 4,15 m. Hmotnost prázdného letounu dosáhla 5000 kg, vzletová hmotnost činila 7200 kg. Maximální rychlost stroje byla 1100 km/h.
Ve stejnou dobu, kdy francouzské ministerstvo letectví objednávalo Étendard II, vypsalo rovněž NATO soutěž na lehký stíhací a stíhací-bombardovací letoun. Jednou z podmínek bylo užití proudového motoru Bristol Orpheus s tahem 21,5 kN a výzbroj sestávající ze dvou kulometů Colt-Browning ráže 12,7 mm. Dassault použil drak Étendardu II[zdroj⁠?!] s překonstruovanou zádí pro jeden letecký motor a s některými dalšími úpravami podle požadavků NATO. Stroj označený Dassault Étendard VI se poprvé vznesl do vzduchu 16. března 1957 a společně s dalšími typy se účastnil soutěže. Na základě jejích výsledků byl vybrán jako jednotný typ NATO italský letoun Fiat G.91.
V roce 1957 objednalo francouzské námořnictvo u společnosti Dassault námořní verzi letounu Étendard IVM. Prvním prototypem Étendard IVM-01 se stala původní, avšak upravená „čtyřka“. Zálet prototypu proběhl 21. května 1958. Stroj byl poháněn motorem SNECMA Atar 08B s tahem 43,1 kN, stejně jako dalších 90 sériových strojů. Z nich bylo 69 strojů dokončeno ve stíhací a bombardovací verzi se sklopným křídlem a přistávacím hákem, vyzbrojených dvěma kanóny DEFA ráže 30 mm, řízenými střelami AIM-9 Sidewinder a pumami do hmotnosti 1000 kg, zbylých 21 jako průzkumná a tankovací varianta Dassault Étendard IVP pro letku 16F s třemi kamerami Omera v přídi a dvěma pod trupem. Na rozdíl od zatahovacího nástavce pro tankování paliva za letu u Étendardu IVM byl u verze IVP pevný. Postaven byl také experimentální Étendard IVB s britským motorem Rolls-Royce Avon 51 a ofoukávanými klapkami. Vyzbrojení letadlových lodí Foch a Clemenceau stroji Étendard IVM proběhlo v období let 1961 až 1964. Sloužily bez větších problémů do roku 1977. Nedostatečné technickotaktické vlastnosti typu Étendard IVM/P sloužící na letadlových lodích Clemenceau (R98) a Foch (R99) způsobily, že se již od roku 1964 začalo uvažovat o jejich výměně.
Zástavbou překonstruovaného křídla s novým profilem, výkonnější pohonné jednotky SNECMA Atar 8K-50 s devítistupňovým axiálním kompresorem bez systému přídavného spalování o tahu 49,0 kN a avioniky nové generace vznikl typ Dassault Super Étendard. Jednalo se o první bojový letoun francouzské konstrukce vybavený inerciálním navigačním systémem. Instalovaný radar Thomson CSF/ESD Agave, pracující v pásmu I, umožňoval zachytit loď na vzdálenost 110 km a letoun na vzdálenost 30 km. Jako hlavní zbraň určená pro boj s hladinovými cíli byla pro letoun vyvinuta letecká varianta protilodní řízené střely Exocet, označená AM.39. Stroj ji mohl nést na závěsníku typu 755 pod pravým křídlem. V případě nasazení s AM.39 bylo třeba demontovat oba 30mm kanóny a na jejich místo byly instalovány moduly (např. ITA ~ Installation de Tir Aeroporté) potřebné pro odpal střely.
První prototyp, konvertovaný z letounu Étendard IVM (č. 68), poprvé vzlétl 28. října 1974. Do listopadu 1977 provedl 520 vzletů s náletem 620 hodin především pro důkladné odzkoušení motoru. Druhý prototyp, zalétnutý 25. března 1975, byl určen k testům zbraňového a navigačního systému, později i k palubním zkouškám na otevřeném moři. Současně probíhaly zkoušky nového křídla na jiném zapůjčeném Étendardu IVM, který byl po 90 vzletech uveden do původního stavu a navrácen do provozu. První sériový Super Étendard vzlétl z továrního letiště v Bordeaux-Mérignac 24. listopadu 1977.
Po roce 1991 začal další inovační program, který obsahuje nové navigační systémy včetně vysokovýkonného inerciálního navigačního systému, modernější přístrojové vybavení pilotního prostoru a nový vícerežimový radiolokátor. Do výzbroje typu byla také zavedena střela s plochou dráhou letu ASMP, s možností nesení jaderné hlavice.

## Služba

### Francie

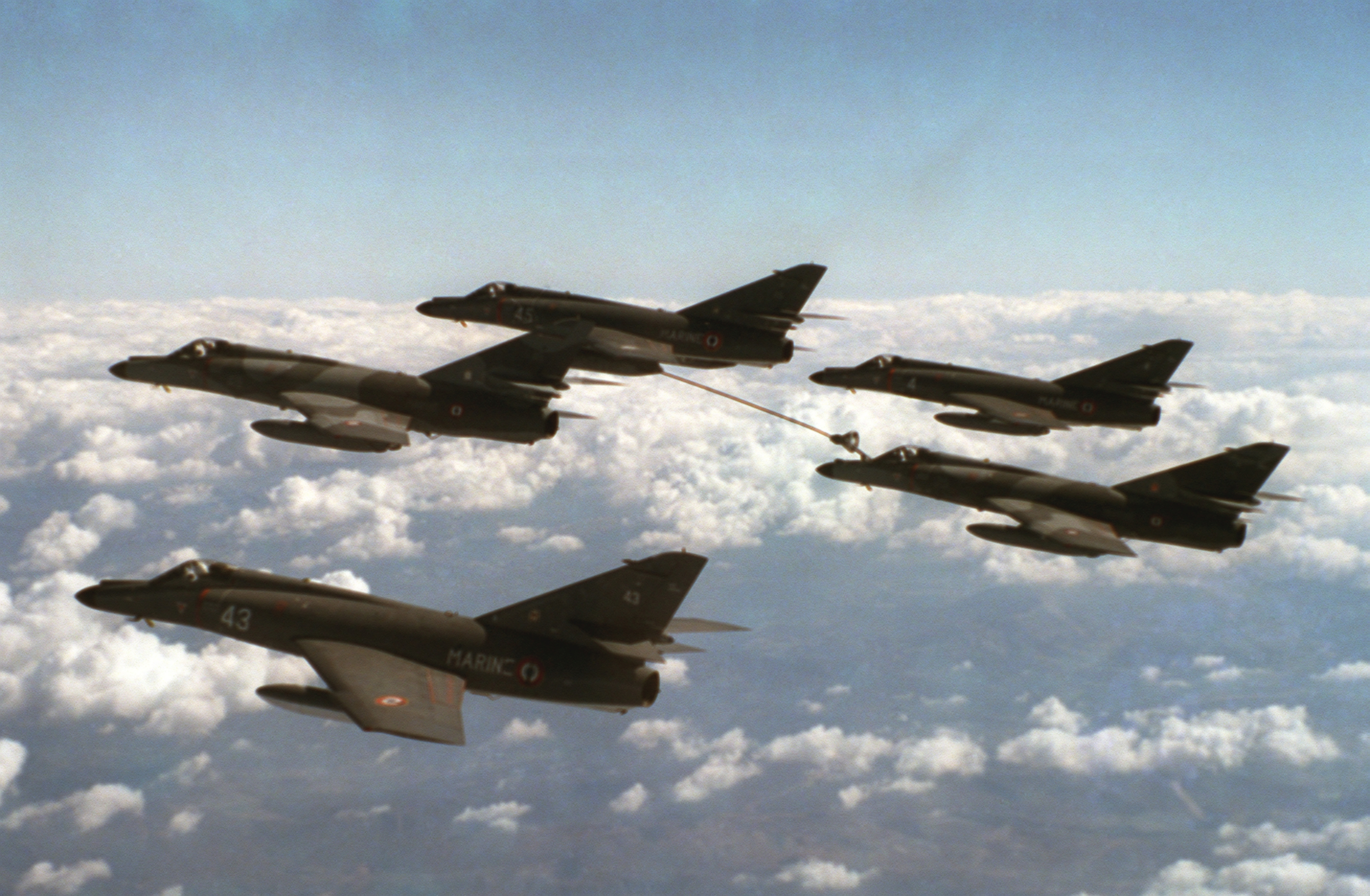
Formace Super Étendardů za letu, z nichž jeden doplňuje palivo dalšímu.

Do výzbroje Aéronavale přešel až třetí sériový Super Étendard při slavnostním oficiálním ceremoniálu 28. června 1978. Super Étendardy nejdříve vystřídaly Étendardy IVM u letky 11F a stroje Vought F-8 Crusader od letky 14F na pozemní základně v Landivisiau. V roce 1979 přezbrojila ze starších Étendardů rovněž letka 17F v Hyères, operující kromě toho z letadlové lodi Clemenceau. Super Étendardy vzlétaly rovněž z francouzských letadlových lodí Foch a Charles de Gaulle.
V barvách francouzského námořního letectva se Super Étendardy poprvé zapojily do bojů v roce 1983 při odvetných náletech na účastníky libanonské občanské války útočící na francouzské příslušníky mírových sil, a poté se podílely na udržování bezletové zóny nad Bosnou a Hercegovinou a embarga na dovoz zbraní do zemí bývalé Jugoslávie (operace Deny Flight a Sharp Guard), operaci Spojenecká síla, válce v Afghánistánu, intervenci v Libyi (operace Harmattan) a válce proti Islámskému státu (operace Chammal). Z aktivní služby u Aéronavale byly vyřazeny 12. července 2016 a v roli palubních útočných letounů nahrazeny stroji Rafale M.

### Argentina

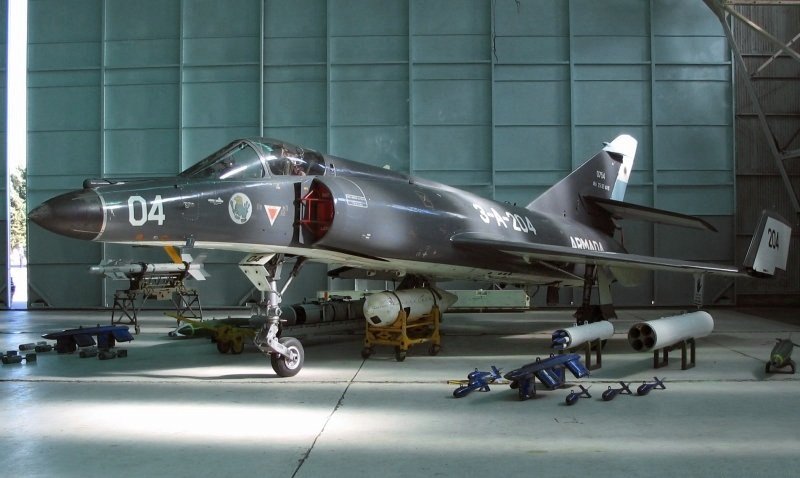
Během války o Falklandy v roce 1982 byly argentinské Super Étendardy použity jako odpalovací platforma pro protilodní střely Exocet

Letouny Super Étendard objednalo letectvo vojenského námořnictva Argentiny (Comando de la Aviación Naval de la Armada Argentina, COAN) ve Francii v roce 1979. Objednávka v hodnotě 160 mil. USD se týkala 14 strojů a 14 protilodních raket typu Exocet. Prvních pět Super Étendardů dodaných v listopadu 1981 spolu s raketovou výzbrojí bylo přidělených 2 Escuadrila de Caza i Ataque/3 Escuadra Aeronaval na základně Comandante Espora. Dodávky zbývajících letounů a střel Exocet včetně náhradních dílů zmařilo embargo OSN vyhlášené po obsazení Falklandských ostrovů 2. dubna 1982. Dalších 7 Super Étendardů bylo nakonec do Argentiny dodáno až několik let po ukončení konfliktu.
Argentinští piloti absolvovali v roce 1980 základní výcvik na letouny Super Étendard v rozsahu 50 hodin na letecké základně francouzského námořnictva v Landivisiau. Pro lepší seznámení se zbraňovými systémy Super Étendardů nacvičovali na jaře 1982 taktiku útoků na lodě. Mise měly vykonávat dvojice strojů, každý s jednou střelou Exocet. Důvodem pro nasazení dvojic byla kapacita tankerů Lockheed KC-130H Hercules a pravděpodobná účinnost Exocetů společně s dostatečnou operační flexibilitou dvoučlenného roje. Poslední stupeň výcviku tvořila kompletní bojová mise spojená se simulovaným útokem na torpédoborce Typ 42 a tankováním ve vzduchu.

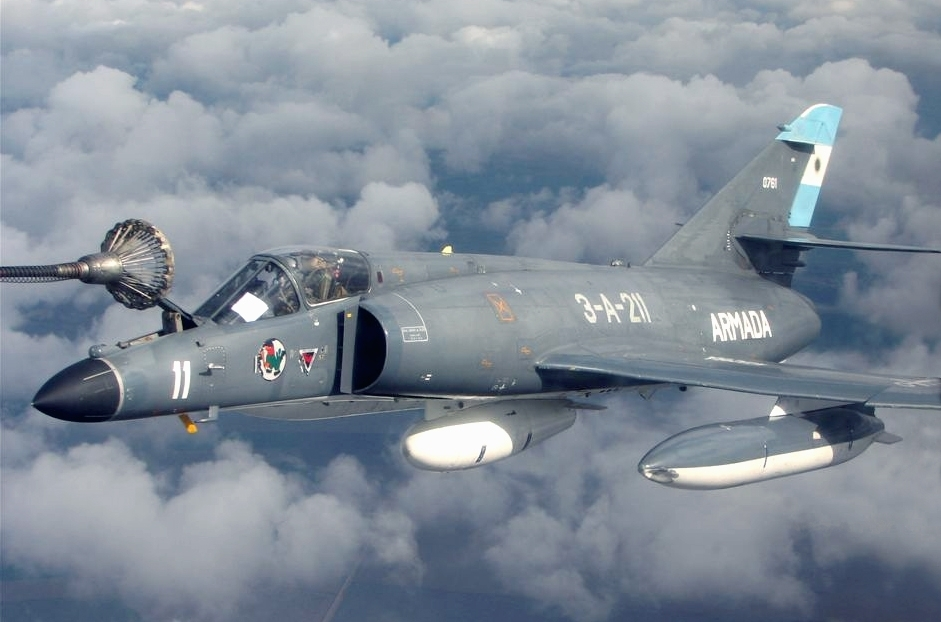
Argentinský Dassault Super Étendard (3-A-211), 10. října 2007

19. a 20. dubna 1982 se dvě dvojice Super Étendardů přemístila na námořní leteckou základnu Río Grande v Ohňové zemi. Pátý stroj (3-A-201) zůstal zůstal v Commandante Espora jako technická záloha.
Již 2. května objevil hlídkující SP-2H Neptune velký cíl, proti kterému odstartoval hotovostní roj ve složení velitel letky capitán de fragata Jorge Colombo (stroj 3-A-203) a teniente de fragata Carlos Machetanz (3-A-204). Cíle nebylo dosaženo a dvojice se navrátila do Río Grande.
4. května 1982 Neptun radioelektronickým průzkumem objevil více lodních cílů. Hotovostní roj uvedený do bojové pohotovosti na Super Étendardech 3-A-202 a 3-A-203 ve složení capitán de corbeta Augusto Bedacarratz a teniente de fragata Armando Mayora, odstartovali v 9:45. V rádiovém tichu ve vzduchu doplnili palivo z tankovacího Herculesu a pokračovali k cílové oblasti. Po poslední informaci o poloze cílů z průzkumného Neptunu vydal Bedacarratz povel k napadení největší ze čtveřice plujících lodí. V 11:02 byly z argentinských Super Étendardů odpáleny oba Exocety a jejich piloti se po 180° zatáčce 15 m nad hladinou moře maximální rychlostí vzdalovali od cílové oblasti na domovskou základnu. V 16:00, ještě během rozsáhlé analýzy útoku, odeznělo ve vysílání BBC komuniké Ministerstva obrany Velké Británie a Severního Irska o útoku na torpédoborec HMS Sheffield, který byl poškozen a potopil se 10. května.
15. května byla letka Super Étendardů podřízena Vzdušným silám Jih. 23. května odstartovala dvojice capitán de corbeta Roberto Agotegaray a teniente de fragata José Rodriguez Marani na svých Super Étendardech k další bojové operaci. Po dotankování za letu a propátrání cílové oblasti radary tentokrát opět nenalezli žádné cíle a vrátili se zpět do Río Grande.
25. května vyhodnotili argentinští radaroví operátoři kontaktní cíle vzdálené zhruba 200 km od Falkland. Operační středisko v Río Grande proti nim vyslalo dvojici Super Étendardů (3-A-203 a 3-A-204) s piloty capitán de corbeta Roberto Curilovic a teniente de fragata Julio Hector Barraza. Po vzdušném dotankování 610 km od cíle začali přibližovací manévr. Po zapnutí radarů asi 60 km od cíle odpálili oba Exocety na největší lodní objekt. Cílovou oblast opustili stejným taktickým manévrem jako 4. května při zásahu proti HMS Sheffield. Po opětovném dotankování přistáli po překonání 2592 km v Río Grande. Druhý den se z vysílání BBC dozvěděli, že zasáhli kontejnerové plavidlo Atlantic Conveyor, jehož vrak klesl 29. května na dno. Po tomto útoku zůstala Argentincům jediná střela AM.39 Exocet.
30. května 1982 vzlétly dva Super Étendardy z Río Grande k poslední akci během války o Falklandy. Za jejich řízení usedli piloti capitán de corbeta Alejandro Francisco (3-A-202) a teniente de navío Luis Collavino (3-A-205). Za podpory čtveřice argentinských letounů vzdušných sil Douglas A-4 Skyhawk a dvou tankovacích KC-130, startujících ze základny Río Gallegos, zamířili proti britskému uskupení lodí 100 mil východně od Port Stanley. Po setkání osmičlenné skupiny jihovýchodně od Isla de los Estados a následném dotankování zamířily útočné letouny k cílové oblasti. Po jejím dosažení odpálil A. Francisco poslední Exocet, jejímž cílem měl být pravděpodobně HMS Exeter. Raketa cíl minula, nebo byla sestřelena. Oba Super Étendardy se po akci vrátily do Río Grande, dva Skyhawky byly sestřeleny.

### Irák

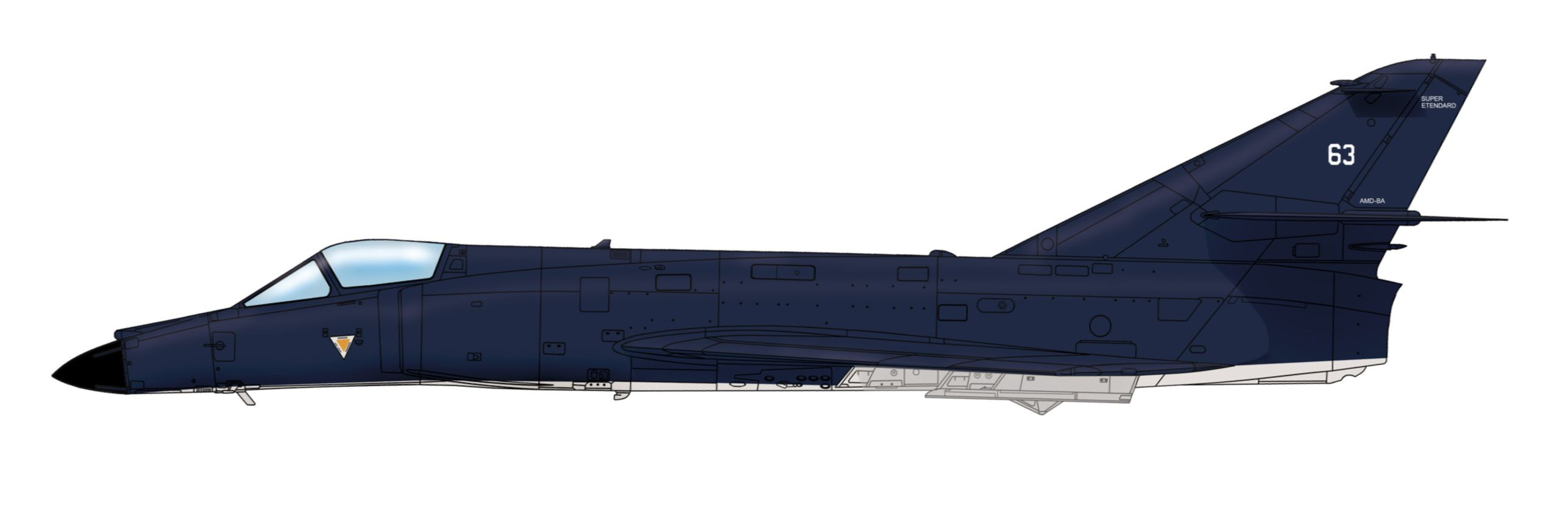
Dassaulty Super Étendard iráckého letectva nenesly v roce 1983 žádné výsostné označení a byly nasazeny proti lodní dopravě v Perském zálivu

V roce 1983 Irácké letectvo, v té době zapojené do irácko-íránské války, projevilo zájem o typ Super Étendard coby prozatímní výzbroj schopnou nasazení proti ropným tankerům a dalším plavidlům proplouvajícím Perským zálivem, než dojde k uskutečnění dodávky letounů Mirage F1 EQ-5, také vyzbrojených střelami AM39 Exocet. Vzhledem k tomu, že výrobní linka typu již byla uzavřena, bylo 7. října 1983 Iráku poskytnuto pět strojů z výzbroje Aéronavale, výrobních čísel 65-69, a aby se předešlo možným diplomatickým a právním komplikacím, pokud by se letouny ve vlastnictví Francie podílely na bojových akcích ve službách jiného státu, byla transakce formálně označena jako prodej s možností zpětného odkupu. Do bojů se irácké Super Étendardy zapojily od března 1984, a podle informací irácké strany v bojích použily celkem 72 střel Exocet. Do Francie se čtyři z Irákem užívaných strojů vrátily v červnu 1985, mimo stroje č. 67, ztraceného při útoku v blízkosti ropného terminálu El Fao v září 1984. Podle některých pramenů byl tento letoun sestřelen stíhacím F-4 Phantom II Íránského letectva, a podle jiných stroj po odpalu střely Exocet nízko nad hladinou ztratil rovnováhu a v důsledku chyby pilotáže se poté zřítil do moře.

## Uživatelé
Argentina

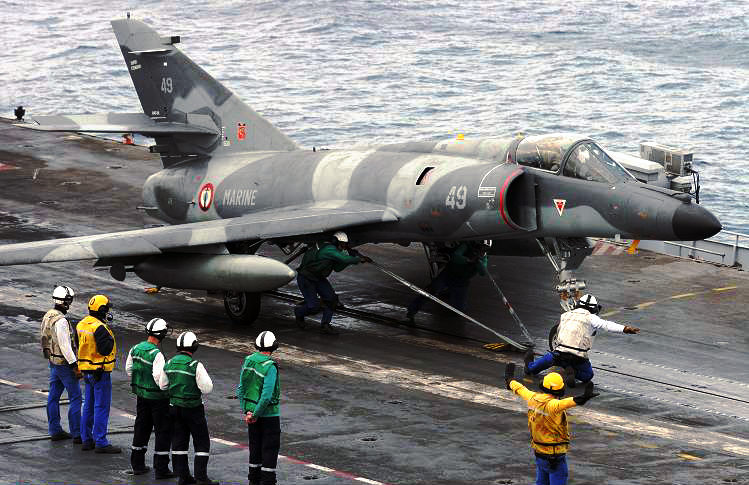
Dassault Super Étendard, letka 11F, letadlová loď Charles de Gaulle, 2007

- Argentinské námořní letectvo získalo 14 letounů, 11 jich je stále ve službě.

 Francie
- Aviation Navale obdrželo 71 letounů. 12. července 2016 byly vyřazeny z aktivní služby a v útočné roli nahrazeny stroji Rafale M.[1]

 Irák
- Irácké letectvo mělo mezi lety 1983 a 1985 v pronájmu 5 francouzských letadel; 4 se do Francie vrátily v roce 1985.

## Specifikace

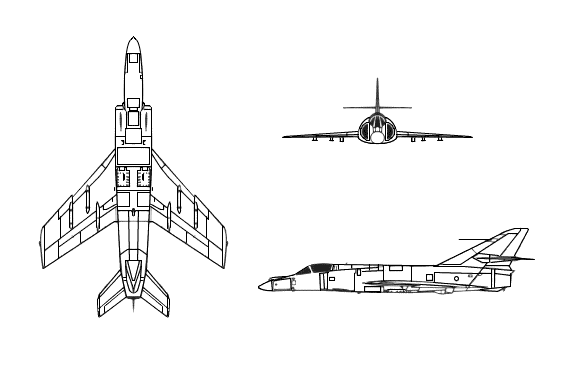
Nákres

### Technické údaje
- Osádka: 1
- Délka: 14,31 m
- Rozpětí: 9,60 m
- Výška: 3,86 m
- Nosná plocha : 28,4 m²
- Hmotnost (prázdný): 6 500 kg
- Maximální vzletová hmotnost: 12 000 kg
- Pohonná jednotka: 1 × proudový motor SNECMA Atar 8K-50 o tahu 49 kN

### Výkony
- Maximální rychlost u hladiny moře: 1204 km/h
- Maximální rychlost ve výšce 11 000 m: 1190 km/h
- Cestovní rychlost: 950 km/h
- Akční rádius: 850 km
- Dolet: 1 820 km
- Praktický dostup: 13 715 m
- Počáteční stoupavost: 102 m/s
- Plošné zatížení: 423 kg/m²
- Poměr tah/hmotnost: 0,42

### Výzbroj
- 2x kanon DEFA 552 ráže 30 mm
- Protiletadlové řízené střely Matra R.550 Magic, nebo AIM-9 Sidewinder
- Protilodní řízená střela Aérospatiale AM.39 Exocet
- Rakety středního doletu ASMP
- Jaderná puma AN.52